# Stiftskirche Mattsee

Stiftskirche St. Michael

Die Stiftskirche St. Michael im salzburgischen Markt Mattsee ist ein frühgotischer Bau aus der Zeit um 1276 und wird unter der Nummer 128484 als denkmalgeschütztes Objekt geführt. Sie ist der vierte Kirchenbau des Kollegiatstifts Mattsee, der an derselben Stelle wie die Gründungskirche aus dem 8. Jahrhundert errichtet wurde.

## Geschichte

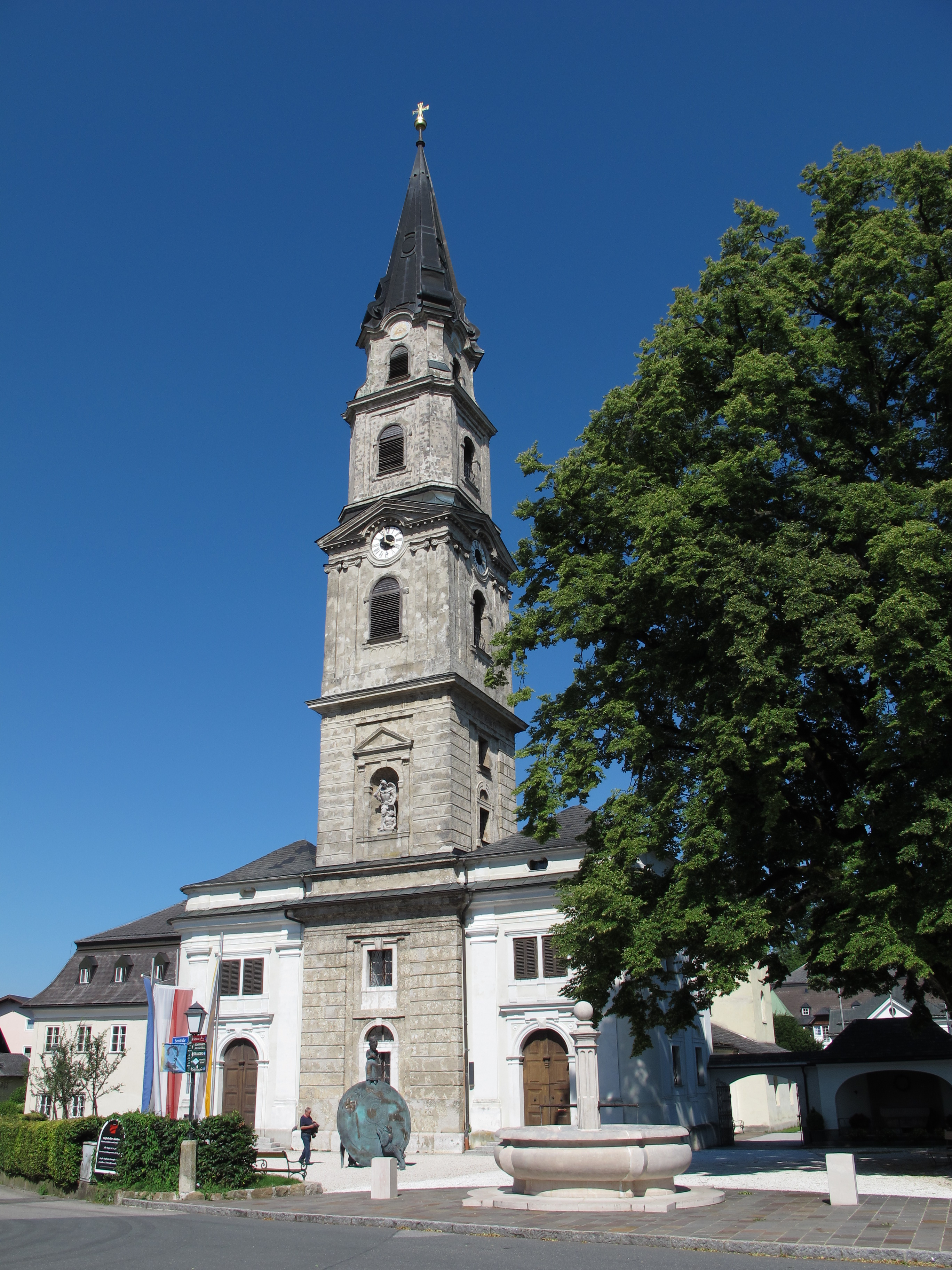
Westliche Hauptfassade

Aufgrund von Grabungsfunden wird angenommen, dass die Gründungskirche ein vorkarolingischer Holzbau war. Nach der Schlacht auf dem Lechfeld im Jahre 955 erfolgte vermutlich der erste steinerne Nachfolgebau. Nach vorhandenen Mauerbefunden wurde im 12. Jahrhundert diese ottonische Saalkirche durch eine romanische Basilika mit zwei Seitenschiffen ersetzt. Dieser Bau, der annähernd die Größe der heutigen Kirche besaß, fiel einem Brand im Jahre 1276 zum Opfer.
Es erfolgte ein sofortiger Wiederaufbau im frühgotischen Stil mit Querhaus, Seitenschiffen und einem Chor mit einem Dreiachtelschluss, der zunächst turmlos blieb. 1365 wurde im Winkel zum Querhaus eine Marienkapelle angebaut. Nach 1600 wurde der Westfassade ein Turm vorgesetzt. Der gotische Bau wurde um 1700 und zu Anfang des 18. Jahrhunderts mit Stuck und Fresken barock ausgestattet. Aufgrund der Baufälligkeit des Turms aus der Zeit des Manierismus wurde der heutige 60 m hohe Turm der Kirche, der „Goliath des Mattiggaues“ genannt wird, nach Plänen von Wolfgang Hagenauer 1766 erbaut. Die ehemalige Marienkapelle wurde 1908 durch Bogenöffnungen zum südlichen Seitenschiff als Werktagskapelle umfunktioniert.

## Architektur und Ausstattung

Innenansicht zum Chor

Die Stiftskirche stellt sich als reine Basilika mit Querhaus dar. Das Mittelschiff wirkt schmal und hoch aufragend und wird von zwei nicht einmal halb so breiten und deutlich niedrigeren Schiffen flankiert. An das Querhaus schließt ein dreijochiger Chor mit Dreiachtelschluss an. Westlich an das Kirchenschiff ist ein Kirchturm mit seitlichen Anbauten vorangestellt. Die Obergadenfenster wurden bei der Barockisierung vermauert. An den Chor schließt sich südlich die Antoniuskapelle an und an den vorderen beiden Jochen des südlichen Seitenschiffs die Werktagskapelle. An das nördliche Seitenschiff ist mit geöffneten Bögen der vierflügelige Kreuzgang angebaut.

### Chor

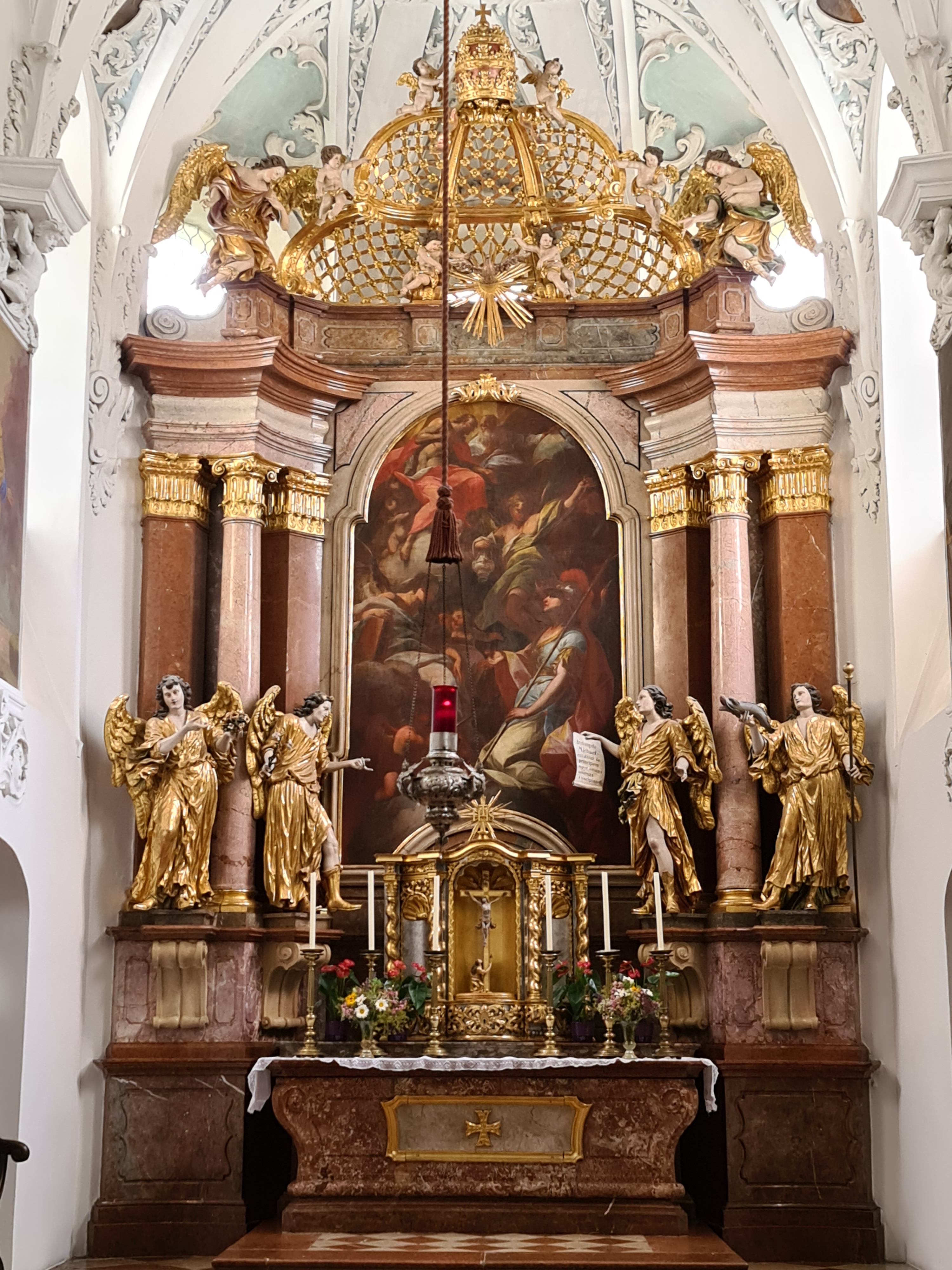
Hochaltar

Den 1733 nach dem Vorbild des Altars in der Schlosskapelle Hellbrunn bei Salzburg errichteten marmornen Hochaltar stattete der Bildhauer Paul Mödlhammer mit Plastiken aus. Das vom Salzburger Hofmaler Jakob Zanusi gefertigte Altarblatt zeigt den Erzengel Michael in Anbetung der Heiligsten Dreifaltigkeit.
Das prächtige frühbarocke Chorgestühl entstand 1650 durch den Tischler Mattäus Steinle, der es mit Statuetten der zwölf Apostel ausstattete, deren Originale sich im Mattseer Stiftsmuseum befinden.
Die Ausstattung des Chors komplettiert die Gewölbeverzierung, neben dem Hochaltar der augenfälligste Schmuck der Kirche. Die 1851/52 von Josef Rattensperger geschaffenen Decken- und Wandbilder umrahmt die reiche Stuckverzierung aus der Zeit um 1700. Die Hauptfresken zeigen Gründung des Stiftes Mattsee durch Tassilo III. (über dem Hochaltar), Kampf Michaels gegen die gefallenen Engel sowie Das Letzte Abendmahl.

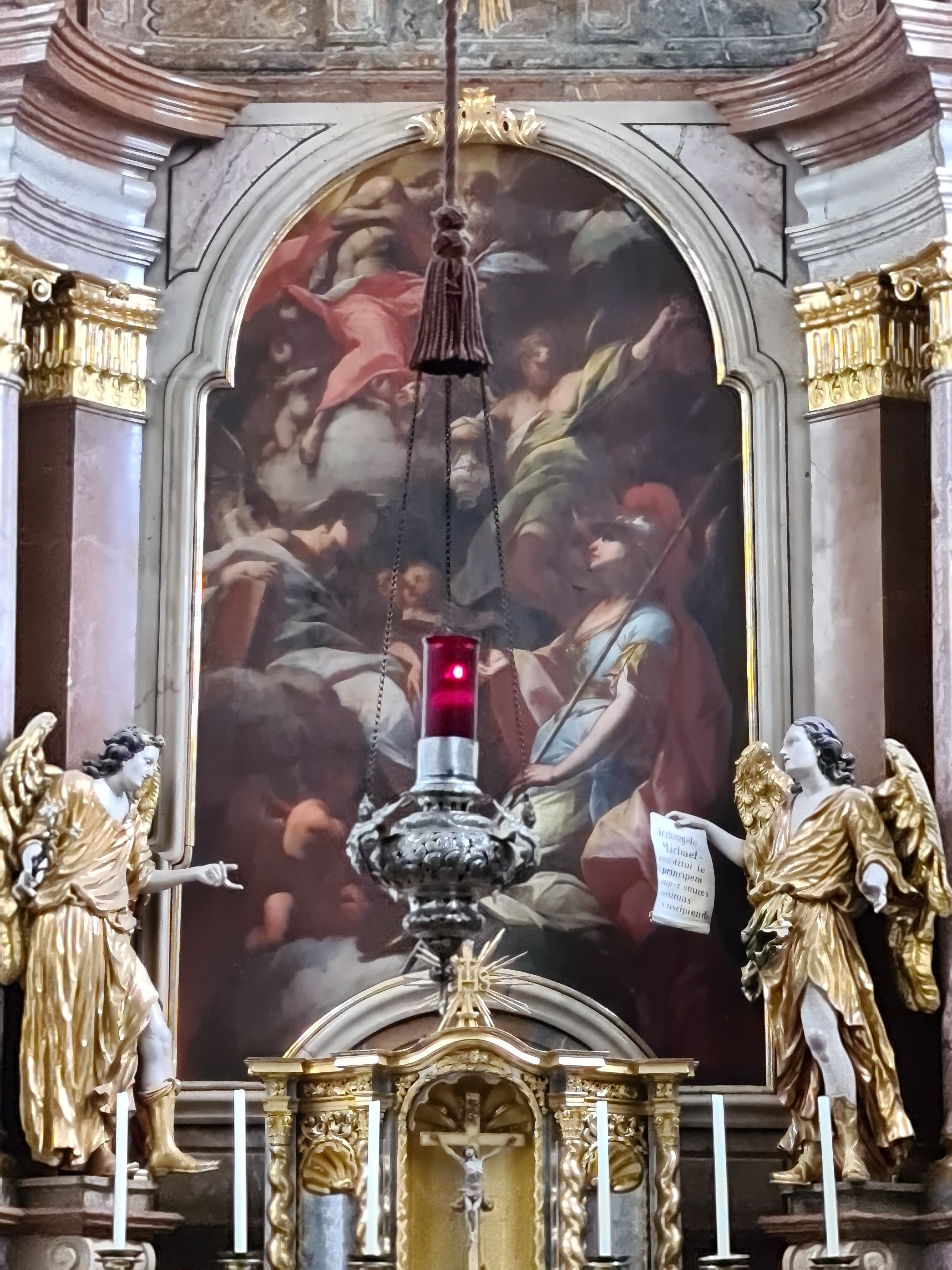
Gemälde des Hochaltars
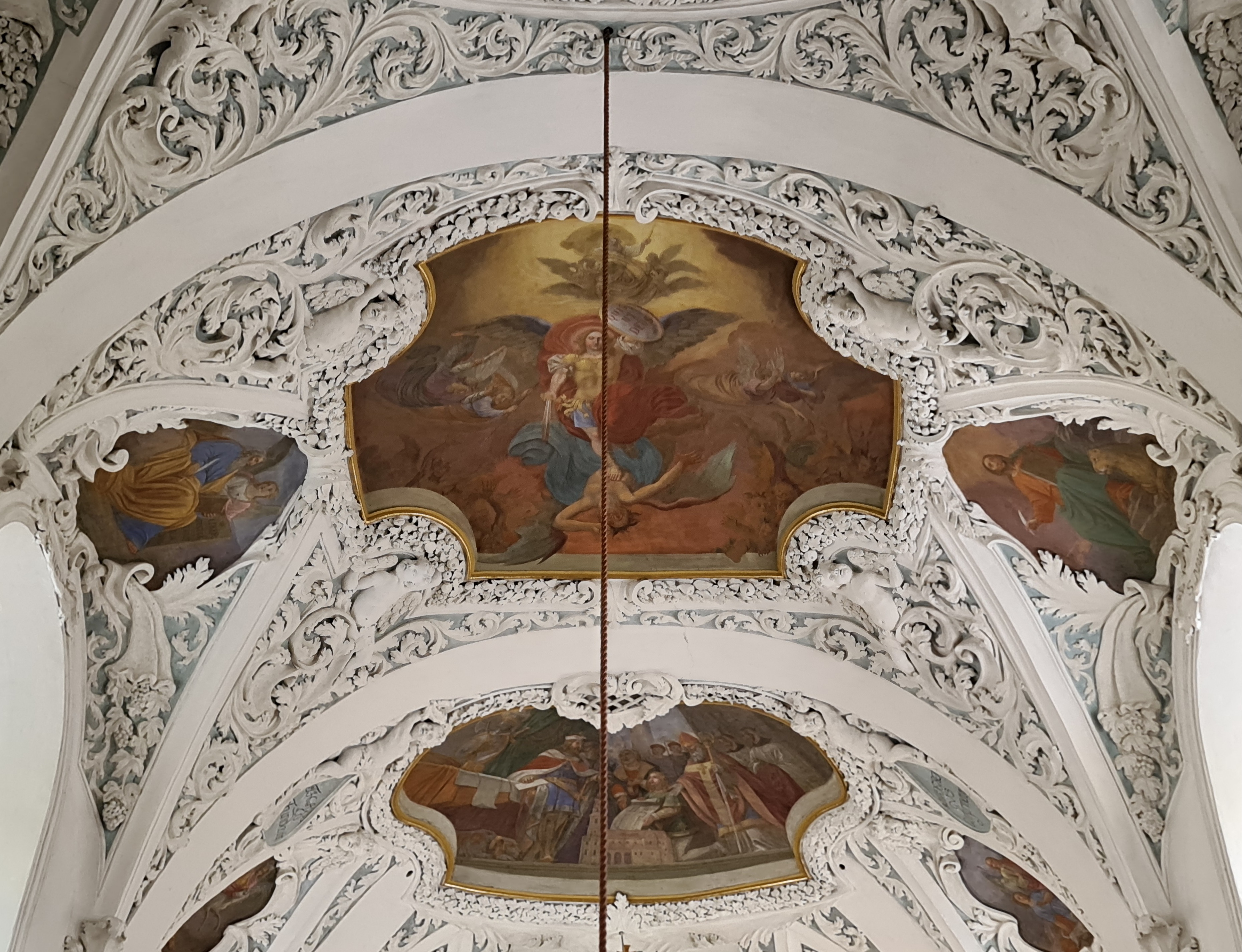
Chorgewölbe
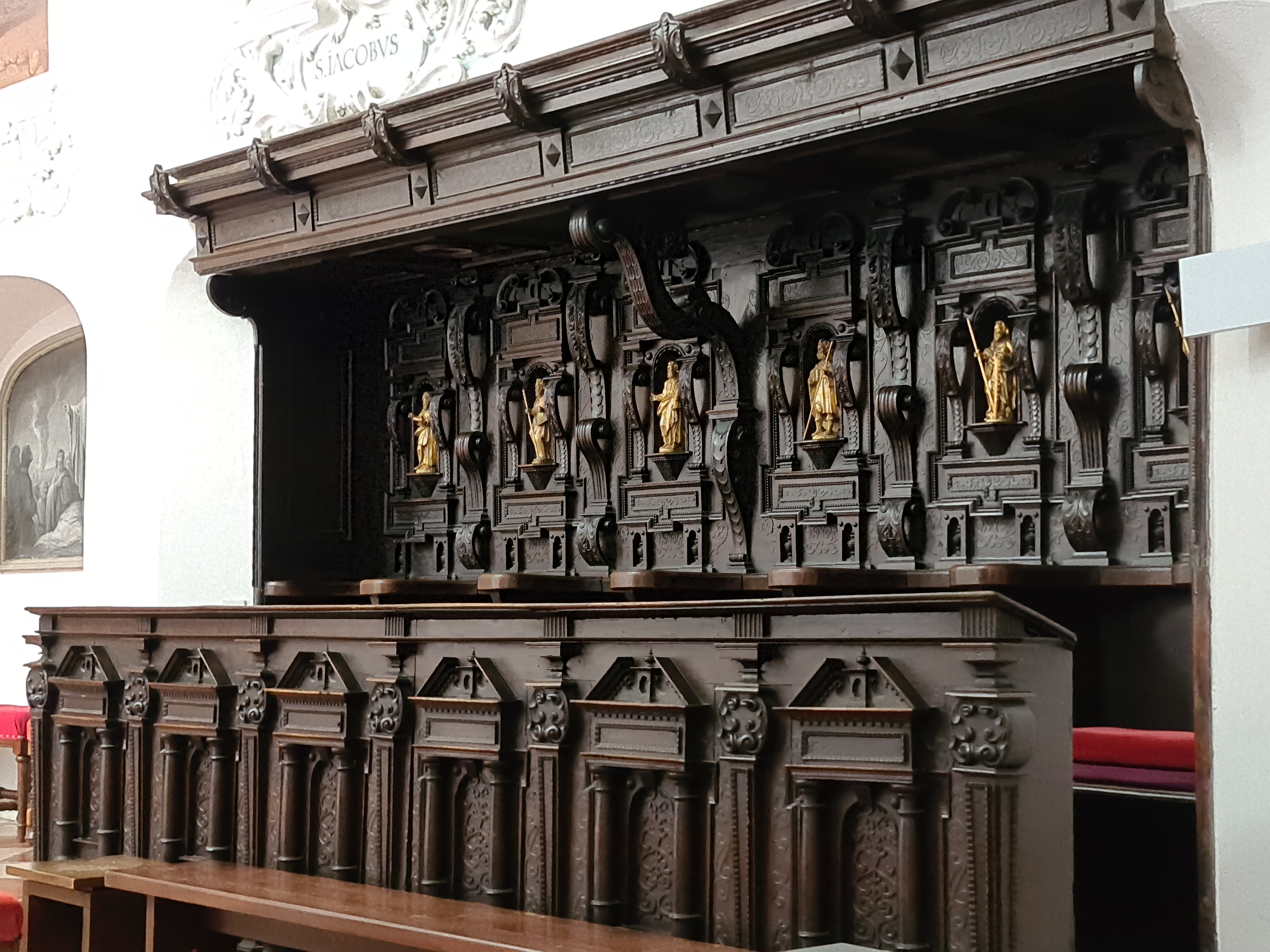
Chorgestühl

### Mittelschiff und Querhaus

Langhausgewölbe

Die bedeutendsten Kunstwerke im Querhaus stellen die von Meinrad Guggenbichler mit Skulpturen ausgestatteten Seitenaltäre dar. Der nördliche wurde von der Maria Trost Bruderschaft gestiftet und zeigt im Hauptbild das entsprechende Themabild, das von zwei rahmentragenden Engeln und den Heiligen Petrus und Paulus begleitet wird. Der südliche wurde dem hl. Märtyrer Cölestin gewidmet. Das Hauptbild zeigt den Heiligen als Schutzherr über Ort und Stift Mattsee. Dieses wird wiederum von zwei rahmentragenden Engeln und hier von den Heiligen Stephanus und Laurentius begleitet.
Der figurale Schmuck der vermutlich von Ferdinand Oxner zu Beginn des 18. Jahrhunderts erstellten Kanzel zeigt die Evangelistensymbole. Am Aufstieg und am Korb befinden sich zudem ovale Gemälde, das frontseitige Hauptbild stellt Die Aussendung der Apostel dar.
Die überwiegend von Josef Rattensperger gemalten Deckengemälde zeigen im Querhaus Die Verkündigung Mariens (links), Die eherne Schlange (rechts) und Die Himmelfahrt Mariens (Vierung), sowie im Mittelschiff Anbetung der Magier, Heiliger Geist, Christus wird an das Kreuz genagelt und Kreuzabnahme Jesu. An den Mittelschiffwänden und im Chor befinden sich großformatige Gemälde, die die zwölf Apostel zeigen. Diese wurden ebenfalls von Josef Rattensperger geschaffen.
Die Emporenbrüstung ist mit Engelsmotiv-Ovalgemälden in Grisailletechnik in vergoldeten Stuckrahmen verziert. Weitere nennenswerte Skulpturen befinden sich in den Querhausarmen vom 1852 abgetragenen Pestaltar, die die Heiligen Sebastian und Rochus darstellen (beide 1685, Michael Zürn d. J. zugeschrieben).

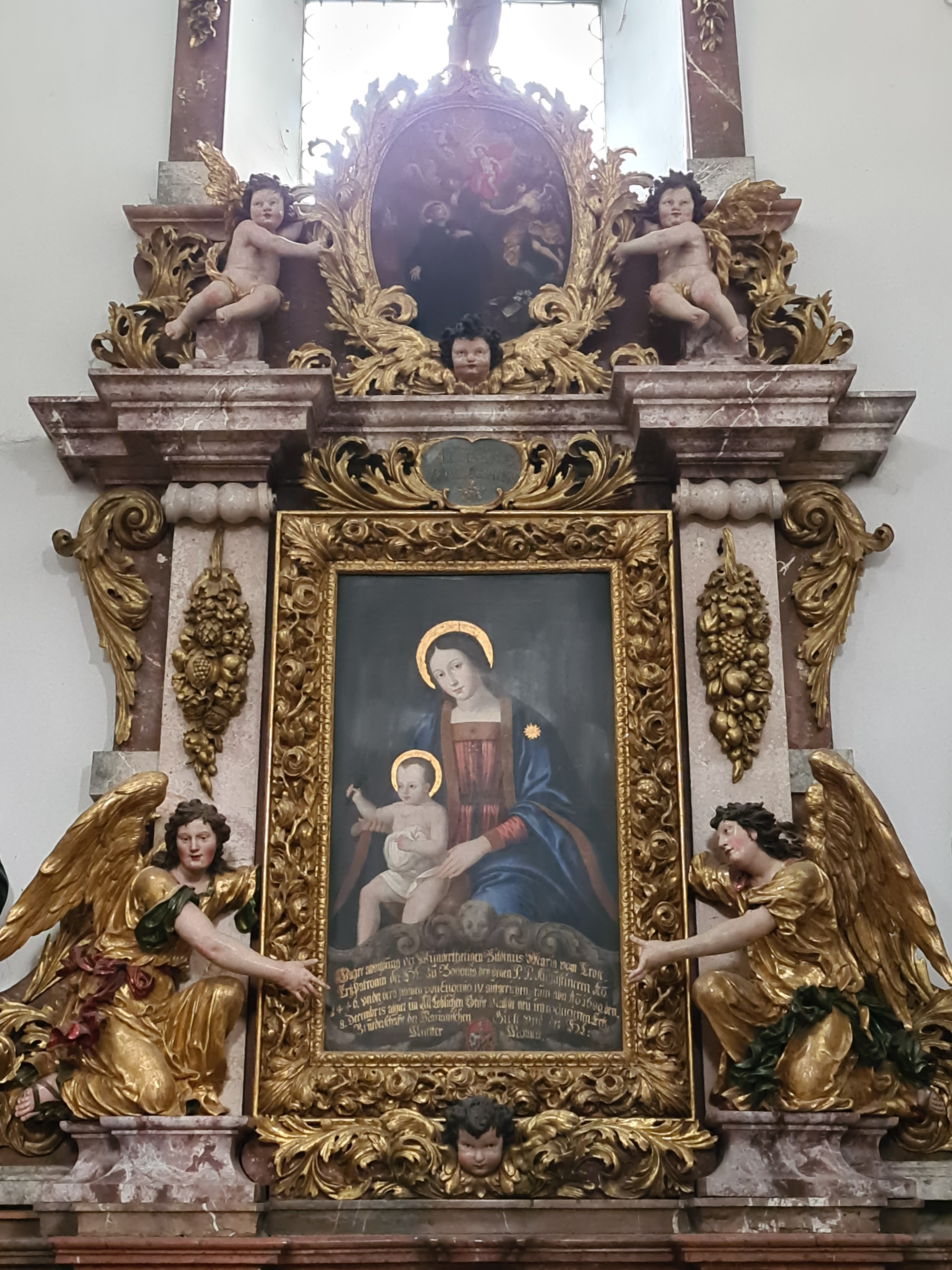
Linker Querhaus-Seitenaltar (Retabel)
Kanzel
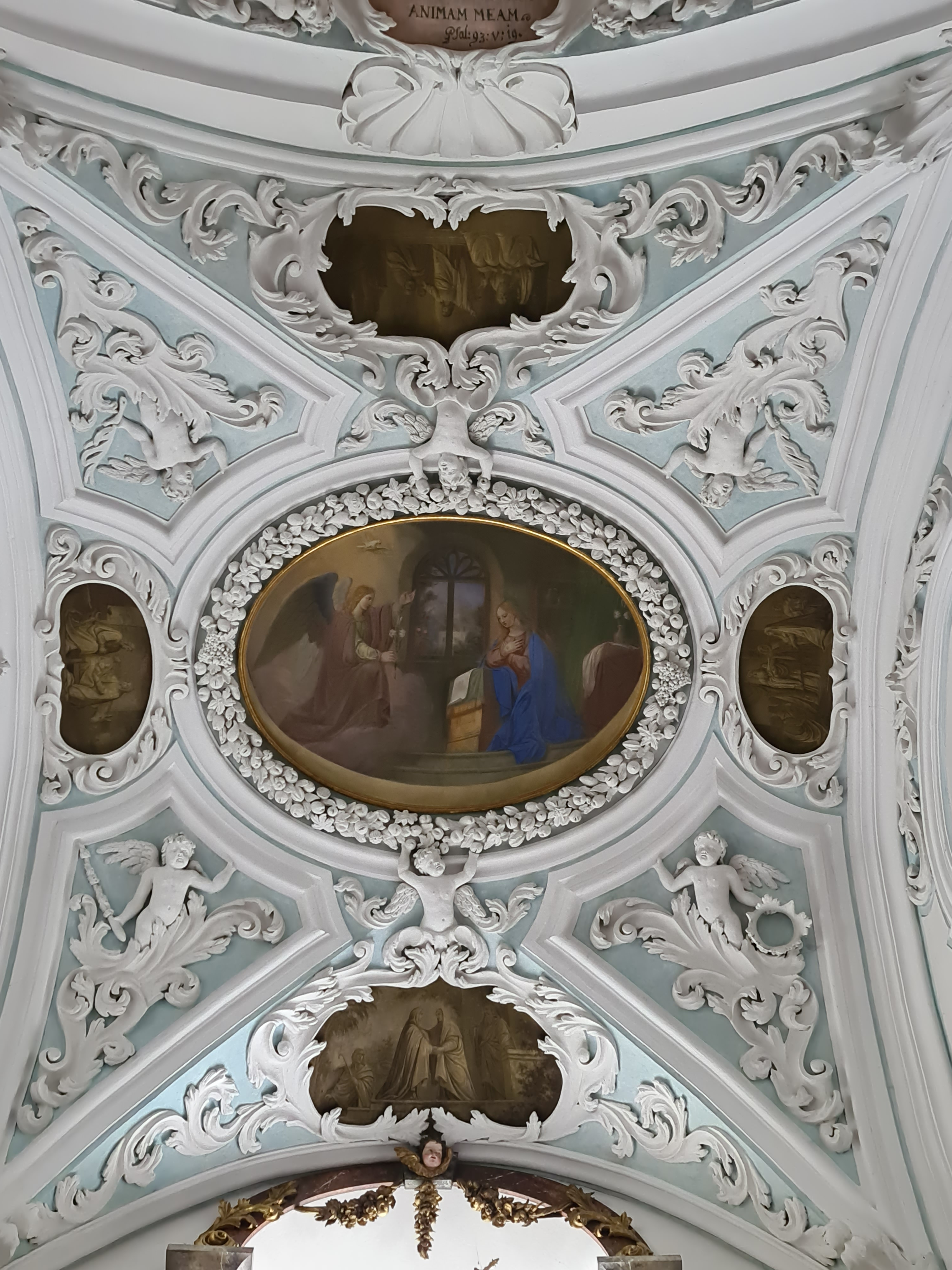
Linkes Querhausgewölbe
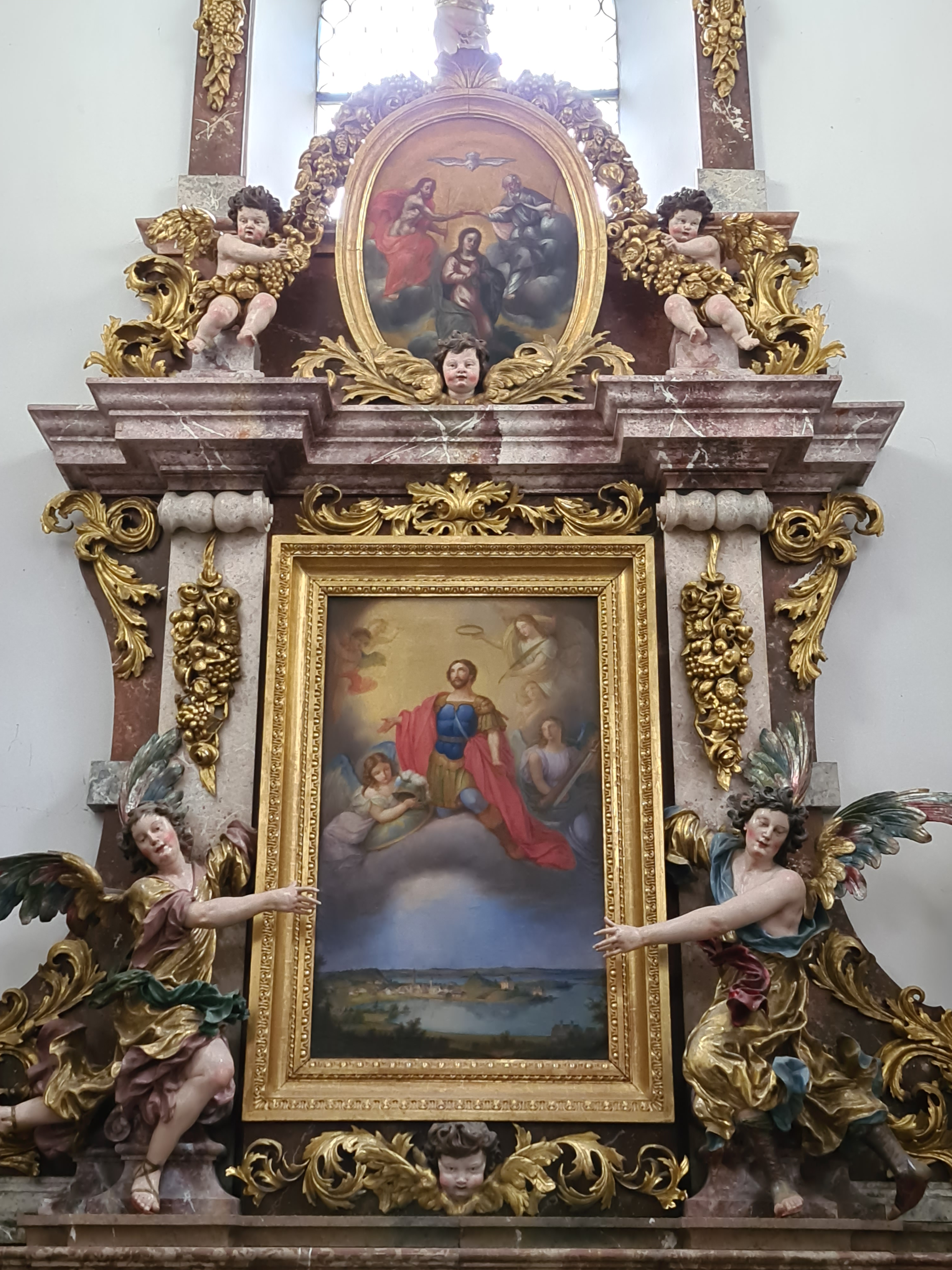
Rechter Querhaus-Seitenaltar (Retabel)

### Seitenschiffe und Kapellen
Wie das Mittelschiff, der Chor und das Querhaus sind die Seitenschiffe und die angebauten Kapellen ebenfalls reich stuckiert. An einer breiten Säule im nördlichen Seitenschiff befindet sich ein spätgotisches Christophorusfresko. Eine ausdrucksstarke und kunstgeschichtlich bedeutende Kreuzigungsgruppe aus dem 18. Jahrhundert hängt an der Westwand des südlichen Seitenschiffs, über den Künstler geben die Quellen keine Auskunft. In der Antoniuskapelle steht ein neubarocker Altar mit dem Reliefbild Vision des hl. Antonius, davor befindet sich ein spätgotisches Taufbecken. In der Werktagskapelle ist das ehemalige barocke Triumphbogenkreuz aus der ehemaligen Pfarr- und jetzigen Friedhofskirche St. Laurentius angebracht.

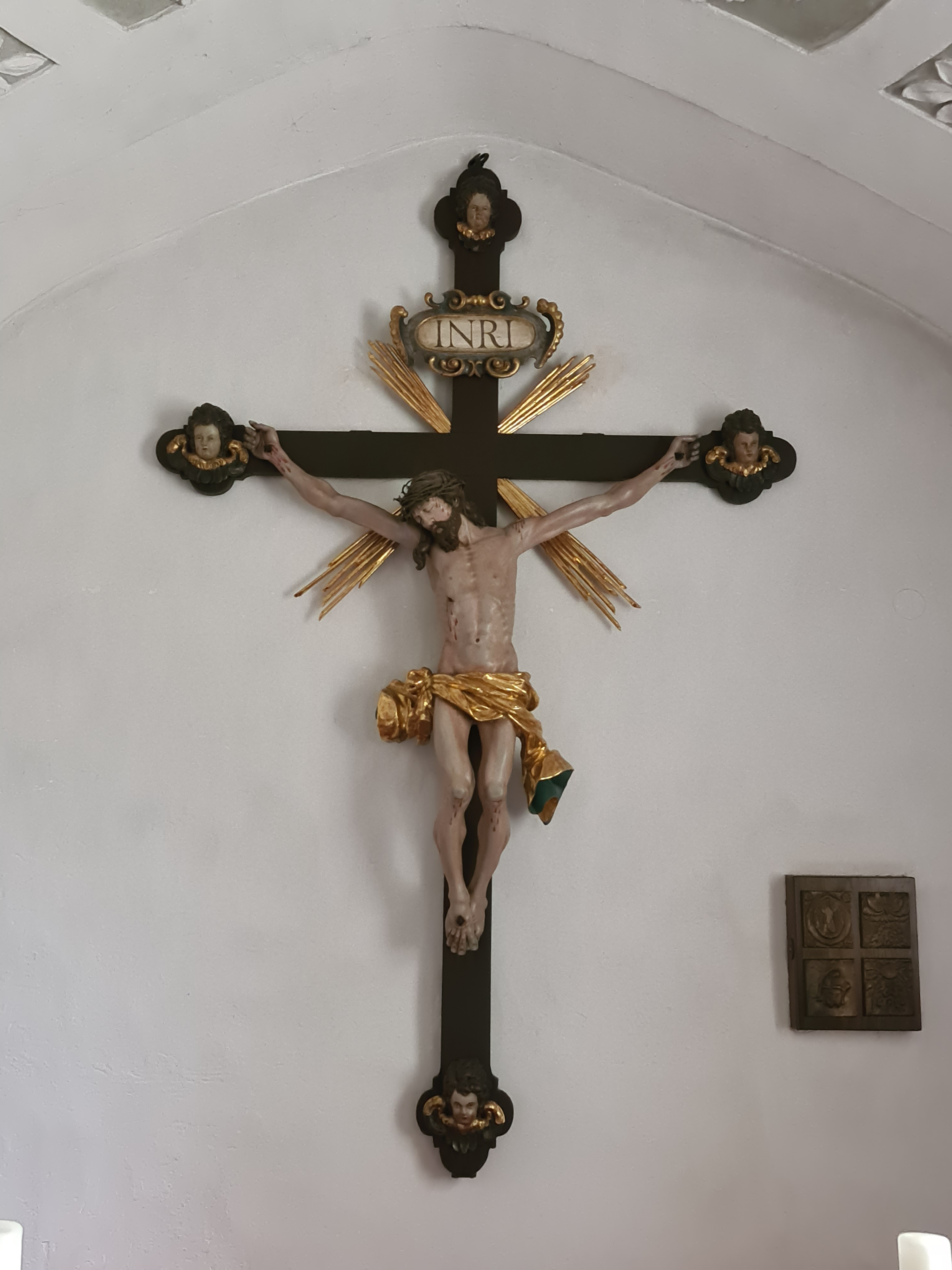
Kruzifix in der Werktagskapelle
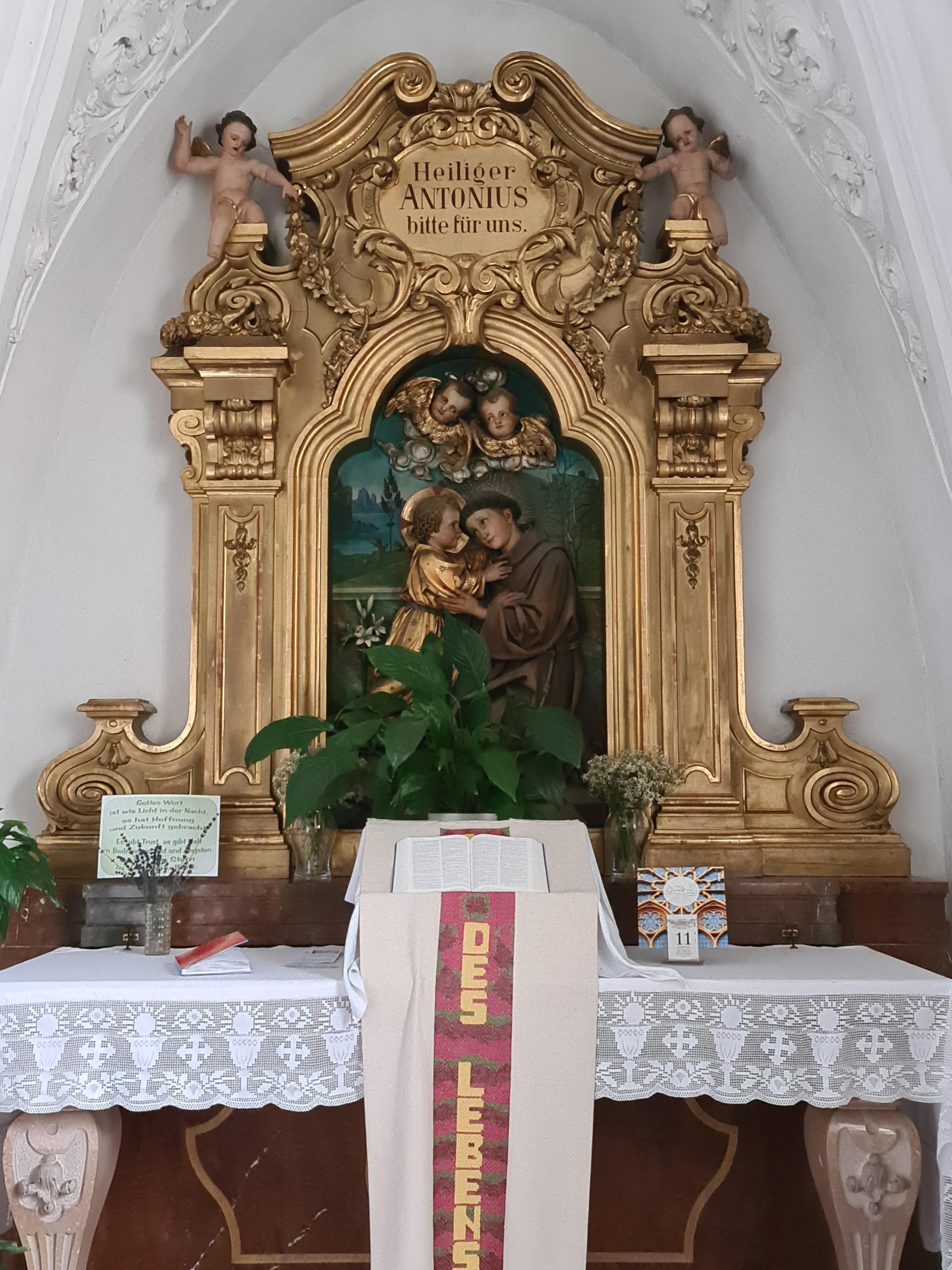
Antoniusaltar
Kreuzigungs- gruppe

### Orgel
Die Orgel wurde 1971/72 von der Firma Dreher & Reinisch errichtet. Der historische Prospekt stammt von einer Orgel von Johann Christoph Egedacher aus dem Jahre 1710. Das Instrument verfügt über 18 Register auf zwei Manualen und Pedal und wurde 2006 generalsaniert. Zwei Register der Egedacher-Orgel sind noch erhalten.

## Kreuzgang
Im Kreuzgang befinden sich acht Grabsteine und Epitaphien, überwiegend von den Mattseer Stiftsdechanten, vor allem aus spätgotischer Zeit. Erwähnenswert sind außerdem der von Engiscalus, einem der ersten Stiftsdekane und von Diemut, Ehefrau eines Adligen aus dem Jahr 1384.